# رودولف بي. ويلش
رودولف بي. ويلش (بالإنجليزية: Rudolph B. Welch) هو محامي أمريكي، ولد في 23 يوليو 1850 في Spencerville, Indiana ‏ في الولايات المتحدة، وتوفي في 12 أكتوبر 1906 في توبيكا في الولايات المتحدة.